# Esfera pública

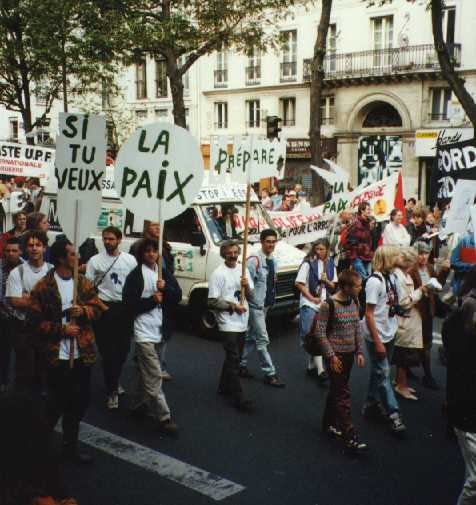
Ciudadanos de Francia contra las armas nucleares

La consolidación de una esfera pública frente a otra privada en la vida de las personas, su clara diferenciación pero mutua dependencia, fue una de las principales conquistas de la civilización moderna. La esfera pública es un espacio de participación ciudadana centrada en la deliberación de lo racional. En la esfera pública están intereses comunes, autoridades compartidas y poderes legítimos, junto a sus espacios, frente a otro perteneciente a cada cual, inviolable, en el que no cabía inmiscuirse. La existencia de la esfera pública se considera una precondición para el desarrollo democrático.
En el pensamiento contemporáneo, uno de los desarrollos más influyentes de esta noción es el efectuado por Jürgen Habermas. La esfera pública (Öffentlichkeit, en el original alemán) estaría "configurada por aquellos espacios de espontaneidad social libres tanto de las interferencias estatales como de las regulaciones del mercado y de los poderosos medios de comunicación. En estos espacios de discusión y deliberación se hace uso público de la razón, convirtiéndose en un espacio de libre expresión, participación y deliberación; de ahí surge la opinión pública en su fase informal, así como las organizaciones cívicas y, en general, todo aquello que desde fuera cuestiona, evalúa críticamente e influye en la política. En términos normativos, la publicidad puede entenderse como aquel espacio de encuentro entre sujetos libres e iguales que argumentan y razonan en un proceso discursivo abierto dirigido al mutuo entendimiento". La noción de lo público se vuelve evidente en términos como salud, educación y propiedad pública opuestos a la idea de salud, educación y propiedad privada.

## Orígenes
Los orígenes de la dicotomía entre esfera privada y esfera pública se encuentran con diáfana claridad en ese período de borrosas fronteras –y con diversas intensidades según el país– que cubre el final de la era feudal y todo el Renacimiento. La distinción alcanza su plenitud con una doble revolución: la política, en su expresión liberal, y la económica en su expresión capitalista.
Habermas sostiene que la sociedad burguesa cultivó y confirmó estos criterios. La esfera pública surgió en diversas ubicaciones, incluidas tiendas y salones de belleza, ámbitos de la sociedad donde varias personas podrían reunirse y discutir los asuntos que les preocupaban. Las casas de té en la sociedad de Londres y los cafés franceses se convirtieron en centros de crítica literaria y artística, que gradualmente se amplió para incluir los conflictos políticos como temas de discusión. En sus obras académicas, hace referencia a temas como: la vida pública a la evolución de la sociedad, al análisis de la diferencia que hay entre lo público y lo privado en la Grecia clásica, entre otros. La interacción social hace parte de este gran tema donde la socialización hace al individuo, donde su crítica hace un papel importante en esta interacción social, allí es donde se empieza a hacer un intercambio de elementos como la lingüística, la cultura entre otros elementos. Aquí es cuando sus comportamientos y su comunicación con lo exterior cobra validez. Habermas le da protagonismo a la vida cotidiana, que se refiere a la formación discursiva y a un espacio de opinión pública.

## Esfera pública y medios de comunicación
En su libro "Historia y crítica de la opinión pública" (1962), Habermas presenta una indagación histórica exhaustiva y sumamente sugerente de la génesis de la «esfera pública» en la sociedad burguesa europea de los siglos XVIII y XIX y su posterior evolución y deformación en el siglo XX bajo la incorporación de los medios de comunicación de masas. La inicial esfera de debate y discusión se va transformando y reestructurando con fines puramente demostrativos y manipulativos, hasta el punto de que la ausencia de una genuina participación de los ciudadanos se torne no solo deseable para quienes ejercen el poder político sino incluso aceptable para los propios ciudadanos.
En el siglo XX en las nociones de espacio público fue incorporada la figura de los medios de comunicación de masas y esto potenció la interpretación de lo público como aquello que tiene visibilidad. El espacio público se puede decir que es mediatizado, en el sentido de que este es funcional y normativamente indisociable del rol de los medios de comunicación. En el espacio público moderno capitalista, los ciudadanos comunes no pueden convertirse en interlocutores directos. En este sistema cobran relevancia las instituciones políticas y los medios de comunicación. Los medios de comunicación son el principal agente de producción de realidad pública. Pero la organización y las formas típicas de la comunicación de masas limitan el acceso y desalientan la participación activa y el diálogo. Los medios en sí mismos suelen estar controlados por el poder estatal y por intereses comerciales de los propios medios. En los años recientes, se habla de un proceso de privatización del espacio público. Esto significa que las posibilidades de comunicación a través de los medios tradicionales son reducidas, porque estos operan bajo concesiones y lógicas comerciales, además de que están distribuidos en pocas manos, incluso en las corporaciones que operan distintas plataformas en Internet. Uno de los principales riesgos de la concentración es la centralización en la producción de contenidos, lo cual implica que unas pocas visiones del mundo son las dominantes en las narrativas mediáticas, mientras que otras tantas visiones son excluidas. Incluso algunos medios de comunicación no realizan funciones de discusión pública, simplemente difunden entretenimiento.
Habermas también le da protagonismo a la vida cotidiana, el cual se refiere a la formación discursiva y a un espacio de opinión pública, donde la esfera pública cumple la función de proteger la autonomía de la vida cotidiana ante los imperativos sistémicos, además de tener una “función simbólica” tanto de “reproducción de la vida cotidiana” como de la “integración social”. La vida cotidiana es el trasfondo para la comunicación lingüística además de ser el horizonte normativo, en el cual los agentes comunicativos se mueven. Como contexto de la comunicación lingüística, la vida cotidiana permite las condiciones de posibilidad del entendimiento. La vida cotidiana se refiere al contexto de interacción social, la reproducción de las normas sociales, así como el margen que existe para cuestionarlas y eventualmente modificarlas. Así mismo, es el espacio social de la transmisión cultural, la integración social y la socialización. También es la esfera de la actuación del sujeto donde su voluntad y crítica pueden cobrar validez.
Por otro lado, la esfera pública actúa como un “dique” que resguarda legitimidad y autonomía en la vida cotidiana, pero no avanza necesariamente contra el sistema ni busca un orden social superior para someterlo o transformarlo. Lo anterior, permite que los avances teóricos, de la "Teoría de la acción comunicativa", marquen el segundo momento para el concepto de esfera pública. Habermas pasa a pensar, en 1981, la esfera pública a partir del par conceptual y dialéctico vida cotidiana/sistema: un avance teórico con relación a la razón comunicativa y razón instrumental que se desarrollara en conocimiento e interés. 
Entender lo público en la lógica de la participación implica cuestionar quiénes tienen derecho a participar. En el ágora griega y en la esfera pública burguesa la participación en el espacio público es tratada desde la lógica de reunión entre iguales. En la lógica contemporánea, la discusión del espacio público en términos de comunicación política ha sostenido la idea de que hay actores con legitimidad para expresarse públicamente sobre los asuntos comunes. Se suele considerar que los actores principales son: Los políticos, los periodistas y la opinión pública a través de sondeos. Por otro lado había otros actores en la periferia tanto en la escena social (movimientos sociales, asociaciones sindicales etc.) como en la escena internacional (organizaciones internacionales, grupos multinacionales, etc.). Sin embargo con Internet ha habido una ruptura. Los ciudadanos pueden trascender la barrera del anonimato y trascender de la lógica de la opinión pública reducida a sondeos.
En las sociedades contemporáneas caracterizadas en mayor o menor medida por la diversidad, no es posible pensar en un único interés. La comunicación en Internet ha contribuido a diversificar las opciones para el consumo y a abrir espacios de producción sin intermediarios, pero eso no implica, que haya una interacción y diálogo entre diferentes sectores con puntos de vista distintos. No es posible afirmar que todo es enteramente visible. Lo que se transmite en un medio está sujeto a las audiencias que tenga y al interés que estos productos mediáticos generen. Algunos autores proponen hablar de espacios públicos subalternos o  esferas contra-públicas para señalar que hay arenas discursivas donde los miembros de grupos sociales inventan y circulan contra-discursos que les permiten formular interpretaciones oposicionales de sus identidades, intereses y necesidades. Ejemplos de esferas contra-pública el movimiento feminista, Attac y el proyecto Luther Blissett. La construcción de estas esferas contra-públicas tiene dos sentidos: permitir la reagrupación de identidades y sentar las bases para una disputa pública. Las esfera contra-públicas actualmente están incrementando su influencia. Esto es debido a tres factores interrelacionados:
- Cambio político (la globalización política se está incrementando y también sus críticos)
- Cambios tecnológicos (nuevos medios con nuevas posibilidades)
- Cambio social que consiste en dos procesos. Nuevos actores no establecidos como nuevos movimientos sociales u organizaciones no gubernamentales están tomando funciones centrales en la instituciones y organizaciones políticas clásicas. Por otro lado la crisis de la esfera pública dominantes fomentan voces críticas en política. Esta crisis es provoca una bajada de la confianza social y desestabilización de la comunicación política.

El término esfera contra-pública tiene dos dimensiones:
- El incompleto objetivo de atraer a sus posiciones a los medios masivos mediante medios alternativos (estaciones de radioaficionado, blogs, listas de correo, redes sociales,...) y acciones con los que ganar la atención pública.
- Describir un colectivo y sobre todo un proceso político de aprendizaje y experimentación con formas alternativas de organización como por ejemplo movimientos sociales u organizaciones no gubernamentales

Los medios de comunicación son herramientas en el proceso de las esferas contra-públicas. Usan medios masivos y tradicionales. Su objetivo es ampliar al máximo su audiencia. Sin embargo es frecuente el sentimiento de que la información, mensajes y noticias que ellos producen no encuentran la forma de introducirse en los medios de comunicación clásicos. Por tanto buscan otros medios alternativos

En el siglo XX se consideraba que los medios de comunicación asumían el papel de espacio público, en tanto espacio de visibilidad donde debería ser posible una discusión sobre los asuntos comunes. Sin embargo con Internet se ha expandido el espacio público para abrirse paso a los ciudadanos comunes de incluso otra nacionalidad. Cualquiera puede tomar la palabra. Esta expansión provoca también procesos de fragmentación. Quizá no tendríamos que hablar de un espacio público, sino de diversos espacio públicos que no necesariamente se relacionan entre sí.

## Fronteras entre lo público y lo privado
Hoy día hay un borramiento de las fronteras entre lo público y lo privado. Desde la sociedad civil, en los últimos 50 años, los movimientos feministas han recordado que lo personal es público, en tanto que aquello que ocurre en la vida privada es también pertinente de discutirse públicamente. Por otro lado, en los medios de comunicación, han fomentado la discusión de la vida privada de los artistas. Sin embargo se han ido incorporando en esta lógica la discusión de la vida privada de los políticos, dando lugar al escándalo político. Finalmente han incorporado también a sujetos comunes, mediante formatos de telerrealidad, donde lo que importa es la exhibición de la vida privada. Con la emergencia de Internet, gran cantidad de usuarios se ha insertado en una lógica de producción de contenido autobiográfico, primero mediante blogs y más recientemente en plataformas como Facebook, Twitter, Instagram y YouTube.
La descentralización informativa provocada por la adquisición del Internet como medio de comunicación genera una serie de dilemas con respecto a la denominación clásica de esfera pública. Anteriormente se tenía la clara delimitación física de la esfera pública como el lugar en el que las oposiciones y diferentes corrientes ideológicas ponían a debate sus argumentos, pero con el surgimiento de comunidades virtuales y redes sociales esta delimitación se ha vuelto difusa y un tanto complicada de dimensionar, ya que el individuo como ente presencial ya no existe y ha sido reemplazado por un conjunto de códigos y pixeles que representan su ideología. La esfera pública en la Red implica, por tanto, unas barreras difusas entre el ámbito de lo privado y de lo público. Sin duda este cambio de paradigma comunicacional ha provocado un reajuste dentro del ejercicio del intercambio de ideologías políticas y sociales, siendo la promesa de una esfera pública revivida en la que la información fluye sin limitación, pero esta misma promesa ha causado una saturación de corrientes de opinión individualizadas que ha hecho que la posturas firmes que antes existían se pierdan. De igual forma la supuesta libertad del Internet como esfera pública ha estado sujeta a escepticismo, ya que la esencia libre del Internet promete la libre divulgación pero también la exposición total de los individuos que exponen su ideología, por lo que se está sujeto a la mirada y monitorización de cualquier persona y organización privada o gubernamental. Este aspecto hace que se pierda la premisa principal de la naturaleza del concepto de esfera pública, ya que las ideas no son expuestas con libertad por miedo a la represión.

## Rétorica y Esfera Pública
Gerard Hauser propone una dirección diferente para la esfera pública, donde pone en primer plano la naturaleza de la retórica, sugiriendo un público en torno a "el diálogo sobre asuntos públicos" en lugar de una identidad del grupo que participa en el discurso. 
La esfera pública retórica tiene varias características principales:
1. Está  más basada en el discurso que en clases.
2. Las normas fundamentales se derivan de prácticas discursivas reales. Tomando una racionalidad universal fuera del cuadro, los argumentos son juzgados por la población que discute el tema.
3. En lugar de una conversación que pasa a través de una población en su conjunto, la esfera pública se compone de muchos diálogos intermedios que se funden más adelante en la discusión.